# Remingtonocetidae
A Remingtonocetidae az emlősök (Mammalia) osztályának párosujjú patások (Artiodactyla) rendjébe, ezen belül a cetek (Cetacea) alrendágába tartozó fosszilis család.

## Tudnivalók
A Remingtonocetidae-fajok az eocén kora első felének idején éltek, elterjedésük az eddigi maradványok alapján Indiától Egyiptomig tartott. Ez az emlőscsalád a nevét Remington Kellogg, amerikai természettudós, paleontológus és a Smithsonian Intézet egykori igazgatójáról kapta. Ezek a cetek hosszúkás, de keskeny fejű, vidraszerű állatok voltak, melyeknek a hátsó fogaik a cápákéra emlékeztetnek. A fogaiknak számozása a következő: {\displaystyle {\tfrac {3.1.4.3}{3.1.4.3}}}. Talán a szárazra is ki tudtak jönni a pihenés érdekében.

## Rendszerezés
A családba az alábbi 6 nem tartozik:
- Andrewsiphius Sahni & Mishra, 1975
- Attockicetus Kumar & Sahni, 1986
- Dalanistes Gingerich, Arif & Clyde, 1995
- Kutchicetus Thewissen & Hussain, 2000
- Rayanistes Bebej, Zalmout, El-Aziz, Antar & Gingerich, 2016[2]
- Remingtonocetus Kumar & Sahni, 1986 - típusnem

## Fordítás
- Ez a szócikk részben vagy egészben  a   Remingtonocetidae című angol Wikipédia-szócikk ezen változatának fordításán alapul.  Az eredeti cikk szerkesztőit annak laptörténete sorolja fel. Ez a jelzés csupán a megfogalmazás eredetét és a szerzői jogokat jelzi, nem szolgál a cikkben szereplő információk forrásmegjelöléseként.
- Ez a szócikk részben vagy egészben  a   List_of_extinct_cetaceans#Suborder_Archaeoceti című angol Wikipédia-szócikk ezen változatának fordításán alapul.  Az eredeti cikk szerkesztőit annak laptörténete sorolja fel. Ez a jelzés csupán a megfogalmazás eredetét és a szerzői jogokat jelzi, nem szolgál a cikkben szereplő információk forrásmegjelöléseként.